# Mendrisio
Mendrisio és un municipi del cantó de Ticino (Suïssa), situat al districte de Mendrisio.